# Dosso Dossi

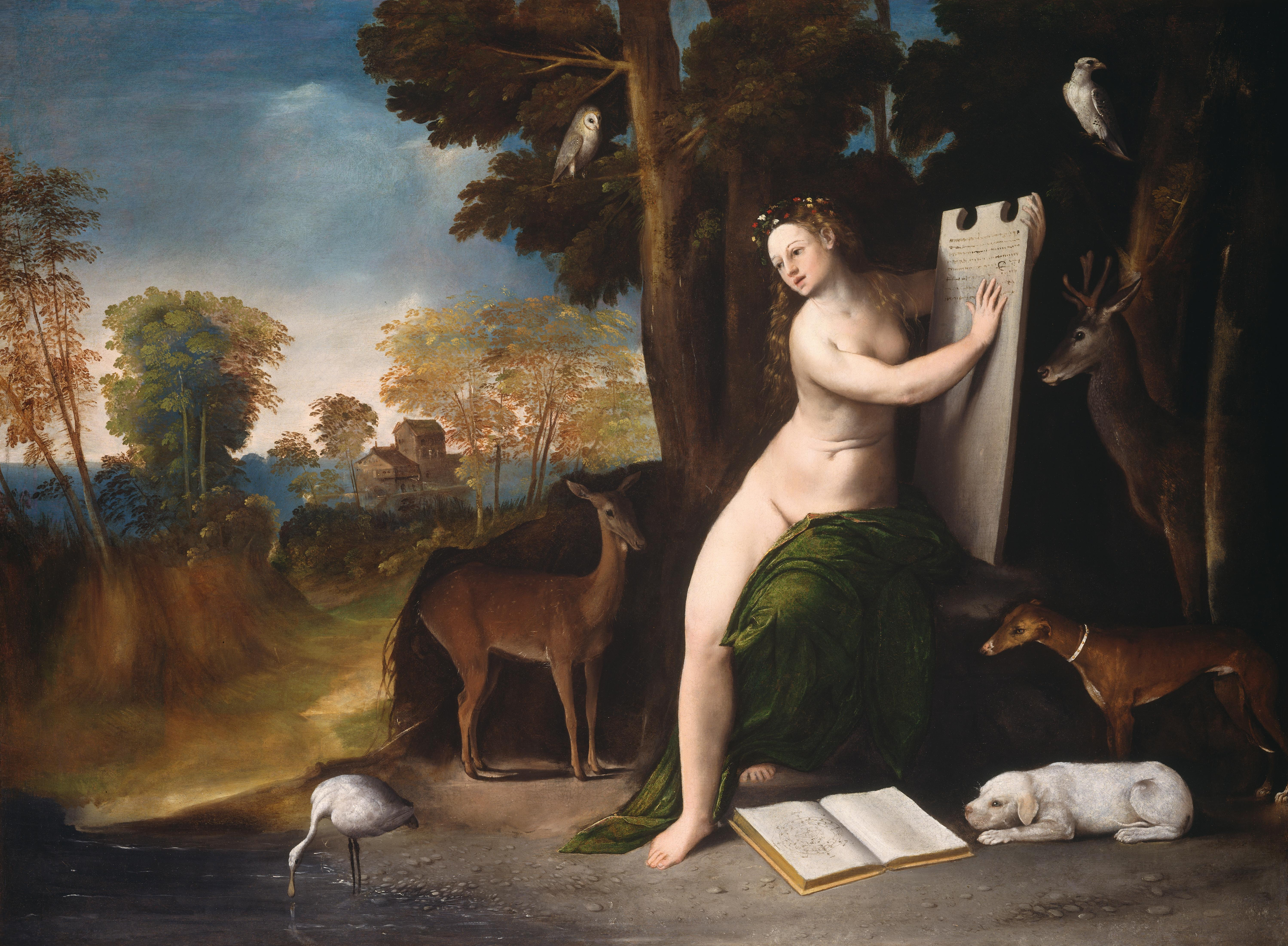
Circe e seus amantes em uma paisagem.

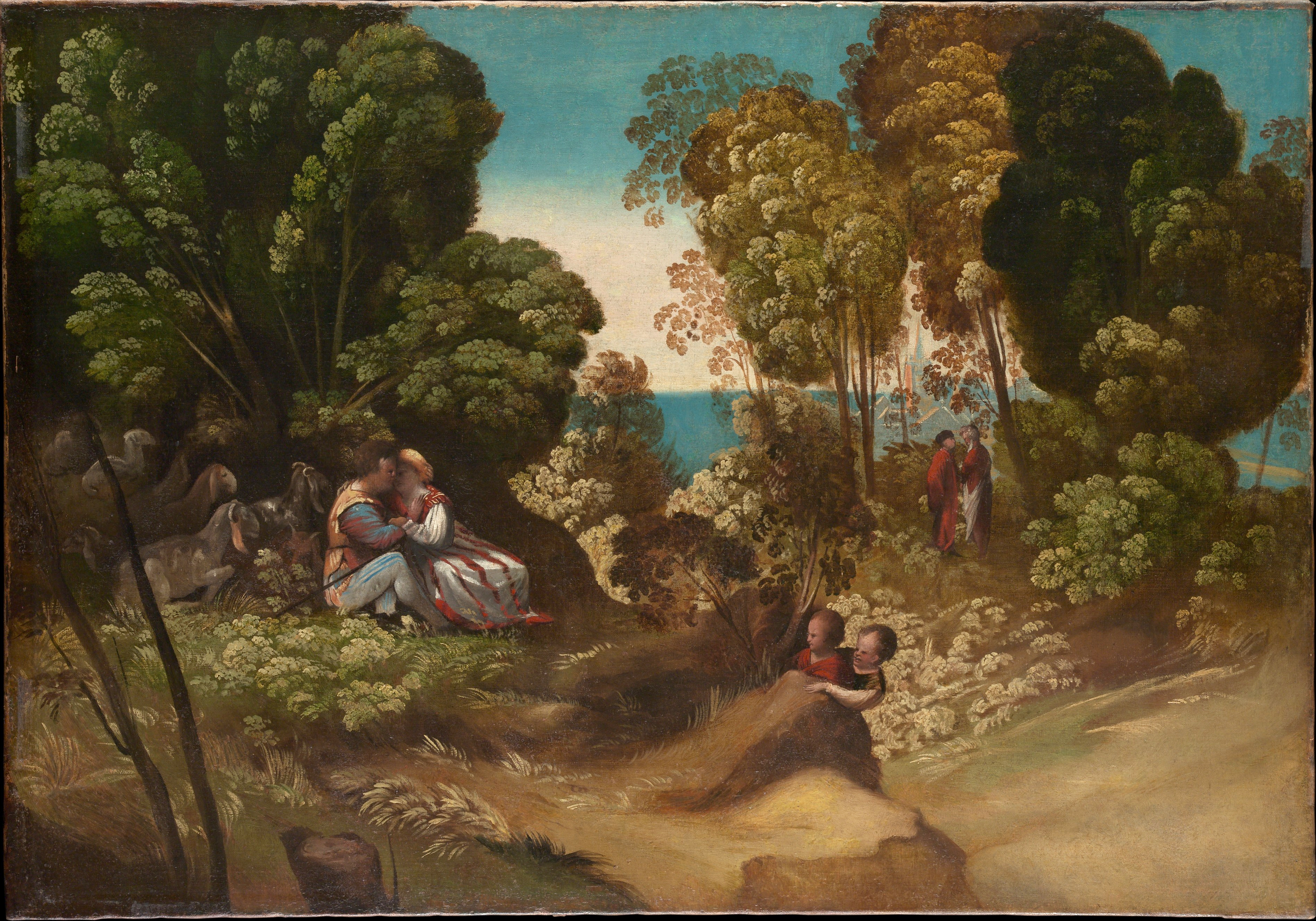
As três idades do Homem.

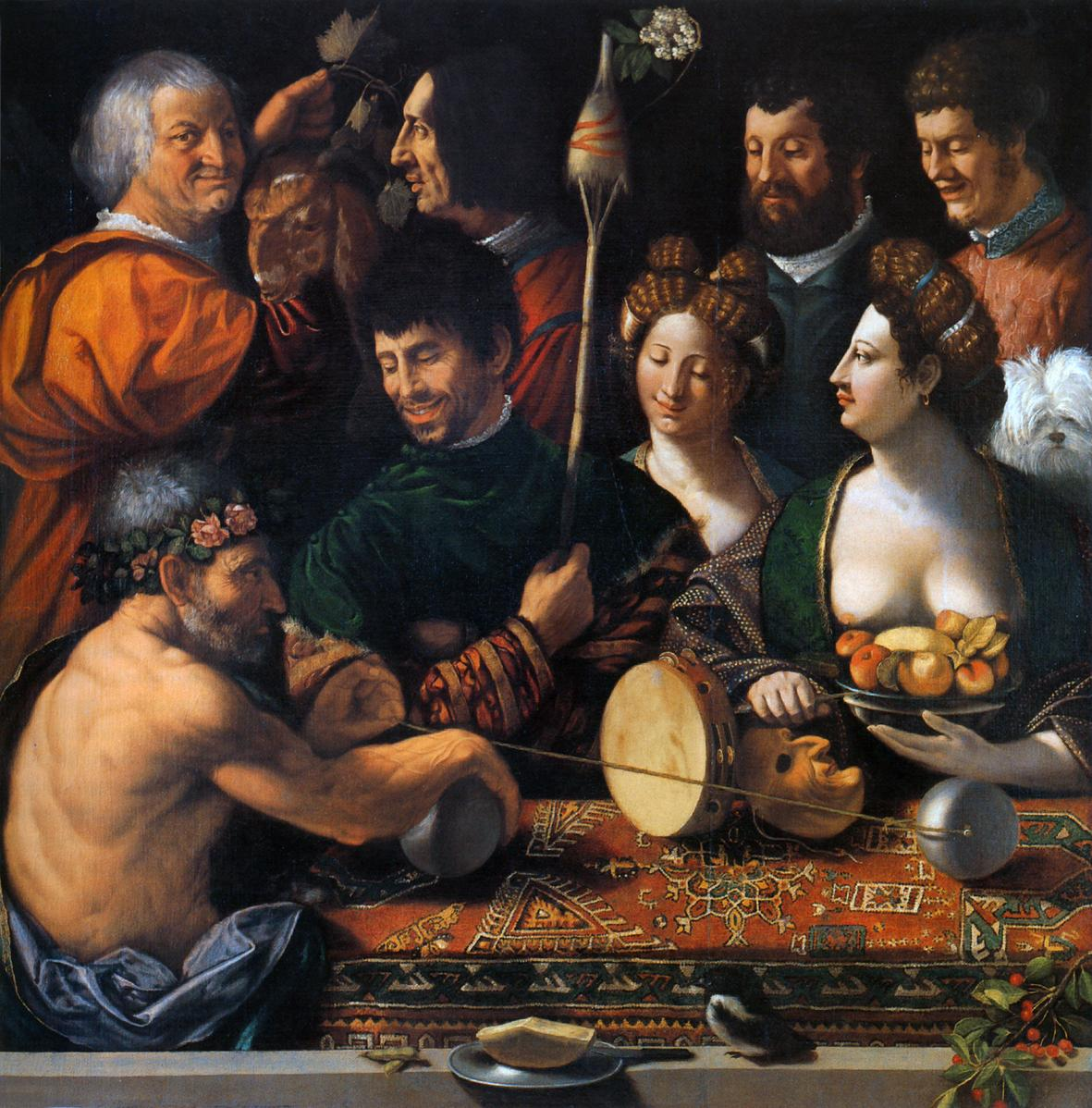
A Alegoria de Hércules

Dosso Dossi (1490 - 1542), ou Giovanni di Niccolò de Luteri, foi um pintor italiano da Renascença, que pertenceu à Escola de Ferrara.
Dossi provavelmente nasceu em Tramuschio di Mirandola. Seu pai trabalhava para os Duques de Ferrara. Estudou provavelmente com Lorenzo Costa, ou em Mântua. Serviu à Família Este (Alfonso I d'Este e Ercole II d'Este) e tornou-se o principal artista da corte. Trabalhava também com seu irmão, Battista Dossi, que tinha estudado com Rafael. 
Seus quadros mais famosos são alegorias mitológicas, um assunto admirado na corte humanista de Ferrara. O termo sprezzatura (a arte de fazer o difícil parecer fácil) se refere ao estilo de Dossi, com suas distorções.
Suas obras podem ser encontradas nos seguintes locais:
- Galeria Nacional de Arte em Washington, DC
- Getty Center
- Metropolitan Museum of Art
- Galeria Uffizi